# Asterope natalensis
Asterope natalensis är en fjärilsart som beskrevs av Henry Trimen 1891. Asterope natalensis ingår i släktet Asterope och familjen praktfjärilar. Inga underarter finns listade i Catalogue of Life.